# 石田成香
石田 成香 （いしだ せいか、1997年6月2日 - ）は、日本のクラシック音楽のピアニスト。

## 略歴
3歳のころにピアノ教師であった母親から教わりピアノを始める。

## 受賞歴
- 2009年の第1回ロザリオ・マルチアーノ国際ピアノコンクール（31歳以下）にて第2位、併せて最優秀シューベルト賞、最優秀新曲賞、最優秀若手音楽家賞を受賞[1]。
- 2010年のロシア音楽国際ピアノコンクール（カリフォルニア、アメリカ）にて第1位を受賞。
- 2011年 若手音楽家のためのニューオーリンズ国際ピアノコンクールにて最年少入賞し、この結果を受け山口大学より学長賞を授与される。
- 2014年度のヤマハ音楽振興会 音楽奨学支援奨学生に採用される。同年7月に『題名のない音楽会』に中村紘子の生徒として出演。
- 第19回浜松国際ピアノアカデミーコンクールにて第2位を受賞。
- 第2回クリスティアン・トカチェフスキ国際コンクール 年齢制限なしのピアノマスターカテゴリーにて第1位。
- 2019年9月、第3回珠海国際モーツァルトピアノコンクールにて第1位、および最優秀新曲賞を受賞。
- 2020年2月には、ザルツブルクで開催された第14回モーツァルト国際コンクールピアノ部門にて、第3次ディプロマ及び特別新曲賞を受賞。
- 第5回イスタンブール国際ピアノコンクール"オーケストラシオン"にて第2位受賞。

### 動画
- Seika Ishida (1st Prize) - 2019 Zhuhai Mozart Competition - Piano Group C - YouTube
- Ishida Seika - Second Prize ex-aequo at LPC 2024/ Final Round - YouTube
- Seika Ishida The 19th International Fryderyk Chopin Piano Competition (preliminary round) 2nd session, 4.05.2025（1h15m52s〜） - YouTube